# Match d'échecs La Bourdonnais - McDonnell

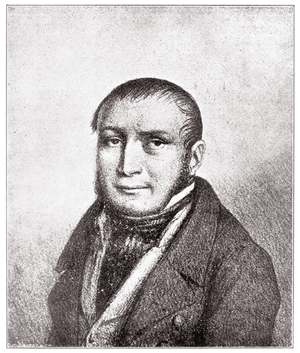
Louis-Charles Mahé de la Bourdonnais
Portrait post-mortem réalisé par Marlet à partir d'un moulage du visage

Le match d'échecs La Bourdonnais-McDonnell est une série de six matchs comparables à un championnat du monde d'échecs, disputés de juin à octobre 1834 au Westminster Chess Club de Londres entre le Français Louis-Charles Mahé de La Bourdonnais et l'Irlandais Alexander McDonnell. Les premier, troisième, quatrième et cinquième matchs furent remportés par La Bourdonnais ; le deuxième match fut remporté par McDonnell et le sixième match fut arrêté alors que McDonnell menait.

## Les joueurs
Le meilleur joueur du monde de l'époque était un français, Louis-Charles Mahé de La Bourdonnais. Né en 1797 sur l'île de La Réunion, il gagnait sa vie comme joueur d'échecs professionnel après s'être ruiné dans des spéculations foncières malavisées.
En 1823, La Bourdonnais vainquit William Lewis dans un match à Londres et, au printemps 1825, il avait joué contre les meilleurs joueurs que l'Angleterre pouvait lui opposer et les avait battus. Il revint pourtant neuf ans plus tard à Londres après qu'on eut publié un défi au nom de l'Irlandais Alexander McDonnell, le joueur le plus fort de Grande-Bretagne de l'époque.

## Organisation du match
Entre juin et octobre 1834, La Bourdonnais et McDonnell jouèrent une série de six matches et un total de quatre-vingt-cinq parties, au Club d'échecs de Westminster à Londres. Les parties furent enregistrées pour la postérité par William Greenwood Walker, le doyen des fondateurs du club, qui resta aux côtés de McDonnell pendant toute la durée du match, assisté par William Lewis et George Walker. Les parties commençaient généralement vers midi et certaines d'entre elles durèrent plus de sept heures. Ni La Bourdonnais ni McDonnell ne connaissaient un traître mot de la langue de l'autre. On dit que le seul mot qu'ils aient échangé au cours de leur rencontre historique était « Échec ! »
Après chaque partie, McDonnell revenait dans sa chambre épuisé et y passait des heures à faire lentement les cent pas, en proie à une agitation nerveuse. Pendant ce temps La Bourdonnais restait en bas, satisfait de lui-même devant l'échiquier. Il continuait à jouer après minuit passé, en fumant des cigares, en buvant un punch et en disputant d'autres parties. Une nuit, dit-on, il joua quarante parties avant de se coucher, alors qu'il devait affronter McDonnell au matin suivant.
McDonnell et La Bourdonnais avaient tous les deux le même talent, mais leurs styles de jeu étaient diamétralement opposés. Le Français était renommé pour la rapidité avec laquelle il jouait, répondant souvent en quelques secondes aux coups de son adversaire, alors que l'Irlandais pouvait prendre jusqu'à deux heures pour un coup des plus simples.
Mais ce côté réfléchi n'empêchait pas McDonnell d'être un joueur téméraire. Alors que le Français préférait se tromper par excès de prudence, l'Irlandais ne pouvait pas s'empêcher de lancer des attaques violentes et souvent irréfléchies, et c'est quelque chose qui le desservit pendant leur rencontre.
McDonnell était taciturne et imperturbable. Qu'il gagnât ou perdît, il ne laissait paraître aucune émotion à la table de jeu, habitude qui devait sans doute décontenancer son adversaire au caractère explosif.

## Résultats des matchs
| Match | Nombre de parties | Gains de Charles de la Bourdonnais | Nulles | Gains de Alexander McDonnell | Vainqueur du match |
| ----- | ----------------- | ---------------------------------- | ------ | ---------------------------- | ------------------ |
| 1     | 25                | 16                                 | 4      | 5                            | La Bourdonnais     |
| 2     | 9                 | 4                                  | 0      | 5                            | McDonnell          |
| 3     | 12                | 6                                  | 1      | 5                            | La Bourdonnais     |
| 4     | 18                | 8                                  | 7      | 3                            | La Bourdonnais     |
| 5     | 12                | 7                                  | 1      | 4                            | La Bourdonnais     |
| 6     | 9                 | 4                                  | 0      | 5                            | Match inachevé     |
| Total | 85                | 45                                 | 13     | 27                           |                    |

## Déroulement des matchs
Les parties nulles (notées r : « remise ») ne comptaient pas : elles étaient rejouées avec les mêmes couleurs. 

### Premier et deuxième matchs
Le premier match était joué en 16 gains ce qui signifie que serait déclaré vainqueur le premier joueur à remporter seize parties. 
Le match commença par trois parties nulles (notées r : « remise ») où La Bourdonnais avait le trait (il jouait en premier) ; il remporta son premier point lors de la quatrième partie. McDonnell prit l'avantage lors des cinquième et sixième parties, mais lors des douze parties suivantes (de la septième à la dix-huitième), il ne réussit qu'à faire une nulle et onze défaites.
|                     | 1-4  | 5 | 6 | 7 | 8 | 9 | 10 | 11 | 12 | 13-14 | 15 | 16 | 17 | 18 | 19 | 20 | 21 | 22 | 23 | 24 | 25 | Gains |
| De La Bourdonnais   | rrr1 | 0 | 0 | 1 | 1 | 1 | 1  | 1  | 1  | r1    | 1  | 1  | 1  | 1  | 0  | 1  | 0  | 1  | 0  | 1  | 1  | 16    |
| Alexander McDonnell | rrr0 | 1 | 1 | 0 | 0 | 0 | 0  | 0  | 0  | r0    | 0  | 0  | 0  | 0  | 1  | 0  | 1  | 0  | 1  | 0  | 0  | 5     |

Dans le premier match de la série, le manque d'expérience de McDonnell en matière de grand match joua contre lui et il fut sévèrement battu par 16 défaites contre 5 victoires et 4 matchs nuls (+5 −16 =4). Mais il se reprit bien vite et gagna le deuxième match par 5 parties contre 4 (+5 −4).
|                     | 1 | 2 | 3 | 4 | 5 | 6 | 7 | 8 | 9 | Gains |
| De La Bourdonnais   | 0 | 0 | 1 | 0 | 0 | 1 | 1 | 1 | 0 | 4     |
| Alexander McDonnell | 1 | 1 | 0 | 1 | 1 | 0 | 0 | 0 | 1 | 5     |

### Troisième match
La Bourdonnais gagna le troisième match, par un score de +6 −5 =1. 
|                     | 1 | 2-3 | 4 | 5 | 6 | 7 | 8 | 9 | 10 | 11 | 12 | Gains |
| De La Bourdonnais   | 0 | r1  | 0 | 1 | 1 | 1 | 1 | 0 | 0  | 0  | 1  | 6     |
| Alexander McDonnell | 1 | r0  | 1 | 0 | 0 | 0 | 0 | 1 | 1  | 1  | 0  | 5     |

### Quatrième et cinquième match
La Bourdonnais gagna les quatrième et cinquième matches avec trois points d'écart, respectivement par +8 −3 =7 et +7 −4 =1.
|                     | 1 | 2-4 | 5 | 6-7 | 8 | 9-10 | 11-12 | 13-14 | 15-16 | 17 | 18 | Gains |
| De La Bourdonnais   | 1 | rr0 | 1 | r1  | 0 | r1   | r0    | r1    | r1    | 1  | 1  | 8     |
| Alexander McDonnell | 0 | rr1 | 0 | r0  | 1 | r0   | r1    | r0    | r0    | 0  | 0  | 3     |

|                     | 1-2 | 3 | 4 | 5 | 6 | 7 | 8 | 9 | 10 | 11 | 12 | Gains |
| De La Bourdonnais   | r0  | 1 | 0 | 1 | 1 | 1 | 0 | 1 | 1  | 0  | 1  | 7     |
| Alexander McDonnell | r1  | 0 | 1 | 0 | 0 | 0 | 1 | 0 | 0  | 1  | 0  | 4     |

### Sixième match
Lors de la sixième rencontre, les conditions du match avaient changé. De La Bourdonnais commença les quatre premières parties avec le trait. Il semble que les trois parties manquantes furent attribuées à McDonnell, de sorte que de la Bourdonnais débutait le match avec un handicap de trois points de retard.
|                     | 1 |  | 2 |  | 3 |  | 4 | 5 | 6 | 7 | 8 | 9 | Gains | Points |
| De La Bourdonnais   | 0 |  | 1 |  | 1 |  | 1 | 0 | 1 | 0 | 0 | 0 | 4     | 4      |
| Alexander McDonnell | 1 |  | 0 |  | 0 |  | 0 | 1 | 0 | 1 | 1 | 1 | 5     | 8      |

Le dernier match fut abandonné dans des circonstances obscures. Il semble que La Bourdonnais ait été contraint de revenir en France pour s'occuper de ses créanciers. McDonnell menait +5 −4 à cette époque ; il semble que les joueurs aient vaguement décidé de remettre le match à une date ultérieure. Le sixième match resta inachevé car McDonnell mourut l'année suivante à Londres, à trente-sept ans, pendant l'été 1835.
Bien que le titre de Champion du Monde d'échecs n'ait pas existé avant 1886, les meilleurs joueurs du monde aux époques antérieures sont reconnus aujourd'hui comme des champions du monde officieux. On considère généralement La Bourdonnais comme le champion de 1821 jusqu'à sa mort en 1840 et on ajoute souvent qu'il a vaincu McDonnell dans leur rencontre titanesque en 1834. Mais le Championnat Mondial 1834 n'était pas un match : c'était une série de six matches, dont le deuxième a été gagné par McDonnell. On pourrait soutenir que McDonnell devrait être considéré comme le champion du monde officieux pour le bref intervalle entre les deuxième et troisième matches de sa rencontre avec La Bourdonnais.